# Xestoblatta amaparica
Xestoblatta amaparica är en kackerlacksart som beskrevs av Rocha e Silva och Gurney 1962. Xestoblatta amaparica ingår i släktet Xestoblatta och familjen småkackerlackor. Inga underarter finns listade i Catalogue of Life.